# 16226 Beaton
A 16226 Beaton (ideiglenes jelöléssel 2000 DT72) a Naprendszer kisbolygóövében található aszteroida. A LINEAR projekt keretében fedezték fel 2000. február 29-én.